# تل قلعه رودبال
تل قلعه رودبال مربوط به سدهٔ ۷ ه.ق است و در شهرستان فیروزآباد، بخش مرکزی، روستای رودبال واقع شده و این اثر در تاریخ ۱۲ بهمن ۱۳۸۱ با شمارهٔ ثبت ۷۱۹۱ به‌عنوان یکی از آثار ملی ایران به ثبت رسیده است.